# Olavi Ojanperä
Arvo Kalle Olavi Ojanperä (* 27. Oktober 1921 in Tyrvää; † 8. Mai 2016 in Helsinki) war ein finnischer Kanute.

## Karriere
Ojanperä gewann bei den Olympischen Spielen 1952 in Helsinki die Bronzemedaille im Einer-Canadier über 1000 Meter. 1960 nahm er im Alter von 38 Jahren an den Olympischen Spielen in Rom teil, wo er bereits vor dem Endlauf ausschied.